# یونیون گروو (آلاباما)
یونیون گروو (به انگلیسی: Union Grove) شهرکی در شهرستان مارشال ایالت آلاباما است که مساحت آن ۱٫۴۷ کیلومترمربع است و در سرشماری سال ۲۰۱۰ میلادی، ۷۷ نفر جمعیت داشته و تراکم جمعیتی آن، ۵۲٫۳۸ نفر در کیلومترمربع بوده است.